# Mirall magnètic

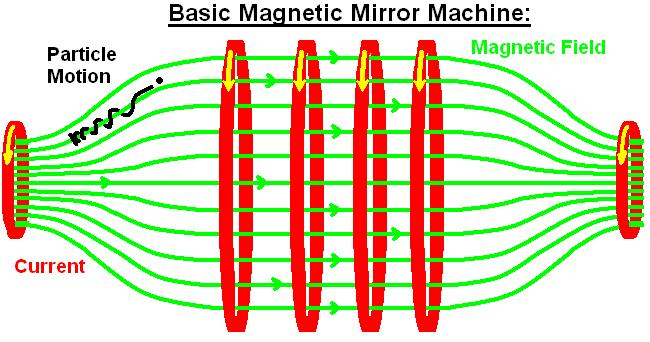
Això mostra una màquina bàsica de mirall magnètic que inclou el moviment d'una partícula carregada. Els anells al centre estenen el volum de confinament horitzontalment, però no són estrictament necessaris i no es troben a moltes màquines miralls.

Un mirall magnètic, també conegut com a trampa magnètica o de vegades com a pirotró, és un tipus de dispositiu de fusió de confinament magnètic utilitzat en l'energia de fusió per atrapar plasma d'alta temperatura mitjançant camps magnètics. El mirall va ser un dels primers enfocaments principals de la potència de fusió, juntament amb les màquines stellarator i z-pinch.
En un mirall magnètic clàssic, s'utilitza una configuració d'electroimants per crear una àrea amb una densitat creixent de línies de camp magnètic a cada extrem d'un volum de confinament. Les partícules que s'acosten als extrems experimenten una força creixent que eventualment fa que canviïn de direcció i tornin a la zona de confinament. Aquest efecte mirall només es produirà per a partícules dins d'un interval limitat de velocitats i angles d'aproximació, mentre que aquelles fora dels límits s'escaparan, fent que els miralls siguin intrínsecament "fugues".

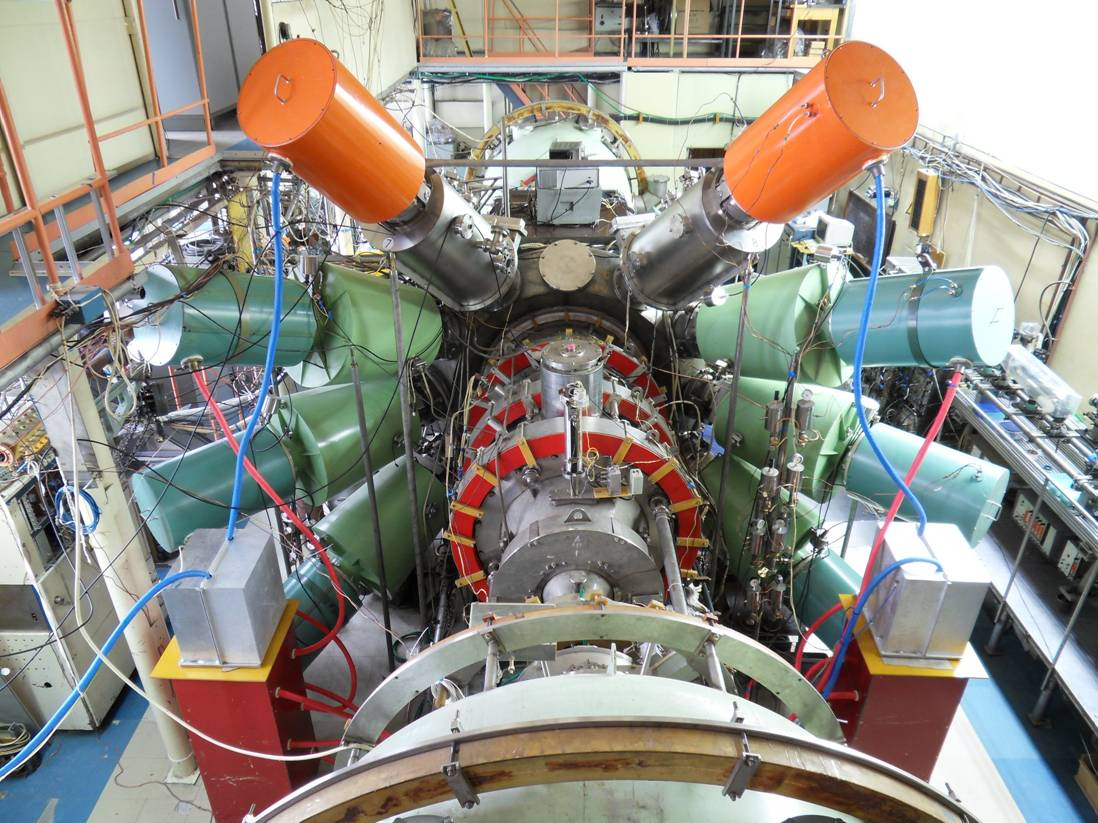
La trampa dinàmica de gas a Rússia.

Una anàlisi dels primers dispositius de fusió d'Edward Teller va assenyalar que el concepte de mirall bàsic és inherentment inestable. El 1960, els investigadors soviètics van introduir una nova configuració "mínim-B" per abordar això, que després va ser modificada pels investigadors del Regne Unit a la "bobina de beisbol" i pels EUA a la disposició "imant yin-yang". Cadascuna d'aquestes introduccions va provocar un augment del rendiment, esmorteint diverses inestabilitats, però requerint sistemes magnètics cada cop més grans. El concepte de mirall en tàndem, desenvolupat als Estats Units i Rússia aproximadament al mateix temps, va oferir una manera de fabricar màquines amb energia positiva sense requerir imants i entrada de potència enormes.
A finals de la dècada de 1970, molts dels problemes de disseny es consideraven resolts, i el Lawrence Livermore Laboratory va començar el disseny del Mirror Fusion Test Facility (MFTF) basant-se en aquests conceptes. La màquina es va completar l'any 1986, però en aquest moment, els experiments amb l'experiment de miralls en tàndem més petit van revelar nous problemes. En una ronda de retallades pressupostàries, MFTF es va posar en perill i finalment es va abandonar. Un concepte de reactor de fusió anomenat Bumpy torus va fer ús d'una sèrie de miralls magnètics units en un anell. Va ser investigat a l'Oak Ridge National Laboratory fins a 1986. Des de llavors, l'enfocament mirall ha experimentat menys desenvolupament, a favor del tokamak, però la investigació mirall continua avui en dia a països com Japó i Rússia.

## Derivació matemàtica
L'efecte mirall es pot mostrar matemàticament. Suposem la invariància adiabàtica del moment magnètic, és a dir, que el moment magnètic i l'energia total de la partícula no canvien. La invariància adiabàtica es perd quan una partícula ocupa un punt nul o una zona sense camp magnètic. El moment magnètic es pot expressar com:{\displaystyle \mu ={\frac {mv_{\perp }^{2}}{2B}}}Se suposa que μ romandrà constant mentre la partícula es mou cap al camp magnètic més dens. Matemàticament, perquè això passi la velocitat perpendicular al camp magnètic {\displaystyle v_{\perp }} també ha de pujar. Mentrestant l'energia total de la partícula {\displaystyle {\mathcal {E}}} es pot expressar com:
{\displaystyle {\mathcal {E}}=q\phi +{\tfrac {1}{2}}mv_{\parallel }^{2}+{\tfrac {1}{2}}mv_{\perp }^{2}}A les regions sense camp elèctric, si l'energia total es manté constant, la velocitat paral·lela al camp magnètic ha de baixar. Si pot ser negatiu, hi ha un moviment que repel·leix la partícula dels camps densos.